# 의령여자중학교
의령여자중학교(宜寧女子中學校)는 대한민국 경상남도 의령군 가례면 가례리에 있는 사립 중학교이다.

## 학교 연혁
- 1963년 4월 22일 : 학교법인 영명학원 설립인가
- 1963년 4월 22일 : 의령여자중학교 개교(초대 윤태환 교장 취임)
- 1978년 10월 12일 : 학교법인 부영학원 명의변경(최막석 이사장 취임)
- 1991년 11월 20일 : 학교법인 부영학원 최창옥 이사장 취임
- 1999년 3월 1일 : 칠곡 학구 편입
- 2008년 3월 1일 : 화정 학구 편입
- 2022년 3월 1일 : 제11대 최영주 교장 취임
- 2022년 12월 30일 : 제58회 졸업식(51명, 졸업생수 9,016명)
- 2023년 3월 2일 : 7학급 편성(특수학급 1학급)

## 참고 자료
- 의령여자중학교 - 한국교육학술정보원 학교알리미